# Anglisides
Anglisides (gr. Αγγλισίδες) – wieś w Republice Cypryjskiej, w dystrykcie Larnaka. W 2011 roku liczyła 1146 mieszkańców.